# Félix Vera
Félix Vera Calatayud (ur. 18 maja 1961 w Cochabamba) – boliwijski piłkarz występujący na pozycji obrońcy. Wraz z reprezentacją Boliwii wziął udział w turnieju Copa América 1987